# Xã Solomon, Quận Phillips, Kansas
Xã Solomon (tiếng Anh: Solomon Township) là một xã thuộc quận Phillips, tiểu bang Kansas, Hoa Kỳ. Năm 2010, dân số của xã này là 201 người.